# Mario Ferraris
Mario Ferraris (Vercelli, 26 maggio 1904 – Vercelli, 23 marzo 1986) è stato un calciatore italiano, di ruolo centrocampista.
Era noto come Ferraris I per distinguerlo da Pietro (II).

## Carriera
Giocò in Serie A con la Pro Vercelli.